# Lost World (Band)
Lost World war eine deutsche Punkband aus Karlsruhe, die im September 1996 von Dieter, Gülle, Hannes und Tati gegründet wurde und sich im August 2000 auflöste.

## Stil
Musikalisch könnte man Lost World am ehesten als Anarcho-/Hardcore-Punk-Band bezeichnen. Die Einstufung ist aber etwas schwierig, da Lost World einerseits sehr melodische Parts in ihren Liedern hatten, aber andererseits auch härtere, crustartige Lieder hatte.
Die Lieder waren in erster Linie auf Englisch oder Deutsch, aber auch Stücke mit italienischem Gesang waren vertreten.
Markenzeichen der Band waren die Stimme der Sängerin Tati, das prägnante eigenwillige Bassspiel von Gülle, der auch mit wenigen Ausnahmen alle Lieder schrieb, und die für den Stil unüblichen Breaks. Dieser eigenwillige Wechsel zwischen melodischen, teils ruhigen und crustigen Teilen machte den Stil von Lost World zu etwas Besonderem und hat diverse andere Bands dieser Szene nachhaltig beeinflusst.

## Diskografie
- 1997: Capitalism Is the Disease (Doppel-7")
- 1999: Tot aber haltbar (LP)
- 2004: Everythings Said (LP; aufgenommen 2000, aber wegen Auflösung der Band erst Jahre später veröffentlicht)
- Außerdem gibt es noch drei weitere, nur für diese Platten aufgenommene, Lieder auf Samplern zu hören.

## Projekte der Bandmitglieder
- Vor Lost World spielte Tati bei  Day By Day und Animal Bondage und danach noch in diversen anderen Punkbands, darunter His Iro Is Gone, Tourette Syndrom, Endrophobia, Apocalipstix und Insomnia. Seit 2014 spielt sie Gitarre und Singt bei Neurotic Existence aus Bremen.
- Stefan war ebenfalls bei His Iro is gone dabei und spielt bei den Bands WWK, Nervous Assistant und der Punk Karaoke Band Gorilla Beerkids.
- Dieter spielte Schlagzeug bei Fleischkreuzer (bis 1999) und der Screamo-Band Ende Oktober.
- Hannes ist als Schlagzeuger für Post War Depression und The Bone Idles und als Gitarrist für Ende Oktober und Tresckow aktiv.